# The Silent Enigma
The Silent Enigma drugi je studijski album britanskog death/doom sastava Anathema. Diskografska kuća Peaceville Records objavila ga je 23. kolovoza 1995. godine.

## O albumu
The Silent Enigma predstavlja prekretnicu u karijeri Anatheme. Prvi je album na kojem gitarist Vincent Cavanagh pjeva, zamjenjujući Darrena Whitea. Ta se promjena očitovala u čišćim vokalima i melodičnim elementima, iako je album zadržao bendov rani death/doom stil. Izvorni naslov albuma bio je Rise Pantheon Dreams, naslov koji je White kasnije upotrijebio za vlastiti projekt nakon Anatheme, The Blood Divine.
Dok je Darrenov vokal bio grleniji, Vincentov je noviji stil, s opsegom i dahom koji nadilazi njegove godine, uvelikd proširio mogućnosti za Anathemu. Hvaljen od strane publikacija o metal glazbi, album je časopis Terrorizer opisao kao "jedan od Anatheminih najboljih". Posebno izdanje albuma sadrži i dvije bonus pjesme.
Orkestralne verzije pjesama "...Alone" i "Sunset of Age" snimljene su za kompilacije Falling Deeper iz 2011.

## Popis pjesama
| 1.    | »Restless Oblivion«                     | Duncan Patterson                 | Daniel Cavanagh, Patterson, Vincent Cavanagh | 8:03 |
| 2.    | »Shroud of Frost«                       | Vincent Cavanagh, Derek Fullwood | Daniel Cavanagh                              | 7:31 |
| 3.    | »...Alone«                              | Daniel Cavanagh                  | Daniel Cavanagh, Patterson                   | 4:24 |
| 4.    | »Sunset of the Age«                     | Vincent O'Connel                 | Daniel Cavanagh                              | 6:57 |
| 5.    | »Nocturnal Emission«                    | Fullwood                         | Patterson, Daniel Cavanagh                   | 4:20 |
| 6.    | »Cerulean Twilight«                     | John Douglas                     | Douglas                                      | 7:06 |
| 7.    | »The Silent Enigma«                     | O'Connel                         | Daniel Cavanagh                              | 4:25 |
| 8.    | »A Dying Wish«                          | Patterson                        | Patterson, Daniel Cavanagh                   | 8:12 |
| 9.    | »Black Orchid« (instrumentalna skladba) |                                  | Patterson                                    | 3:40 |
| 54:38 |                                         |                                  |                                              |      |

| 10.   | »The Silent Enigma« (orkestralna verzija) |              | Daniel Cavanagh | 4:12 |
| 11.   | »Sleepless 96«                            | Darren White | Daniel Cavanagh | 4:31 |
| 63:20 |                                           |              |                 |      |

DVD
1. "Sweet Tears"
2. "Mine Is Yours"
3. "The Silent Enigma"
4. "Hope"

Live (u Krakovu, 1. ožujka 1996.)
1. "Intro"
2. "Restless Oblivion"
3. "Shroud of Frost"
4. "We the Gods"
5. "Sunset of Age"
6. "Mine Is Yours"
7. "Sleepless"
8. "The Silent Enigma"
9. "A Dying Wish"

## Zasluge
| Anathema - Vincent Cavanagh – vokal, gitara - Daniel Cavanagh – gitara, klavijature, orkestralne aranžacije - Duncan Patterson – bas-gitara - John Douglas – bubnjevi, udaraljke Dodatni glazbenici - Derek Fullwood – naracija (na pjesmi "Shroud of Frost") - Rebecca Wilson – vokal (na pjesmi "...Alone") | Ostalo osoblje - Kevin Ridley – inženjer zvuka - Hammy – izvršna produkcija - Mags – miks - Simon Mooney – fotografije (sastava) - Meany – fotografije |